# چرووناک
چرووناک (به لهستانی:  Czerwonak) یک روستا در لهستان است که در گمینا چرووناک واقع شده‌است. چرووناک ۵٬۴۳۲ نفر جمعیت دارد.